# Zboiska (Krosno)
Pour les articles homonymes, voir Zboiska.
Zboiska est une localité polonaise de la gmina de Dukla, située dans le powiat de Krosno en voïvodie des Basses-Carpates.